# Schill Salamon
Schill Salamon (Óbuda, 1849. október 4. – Budapest, 1918. május 31.) tanár, irodalomtörténész.

## Élete

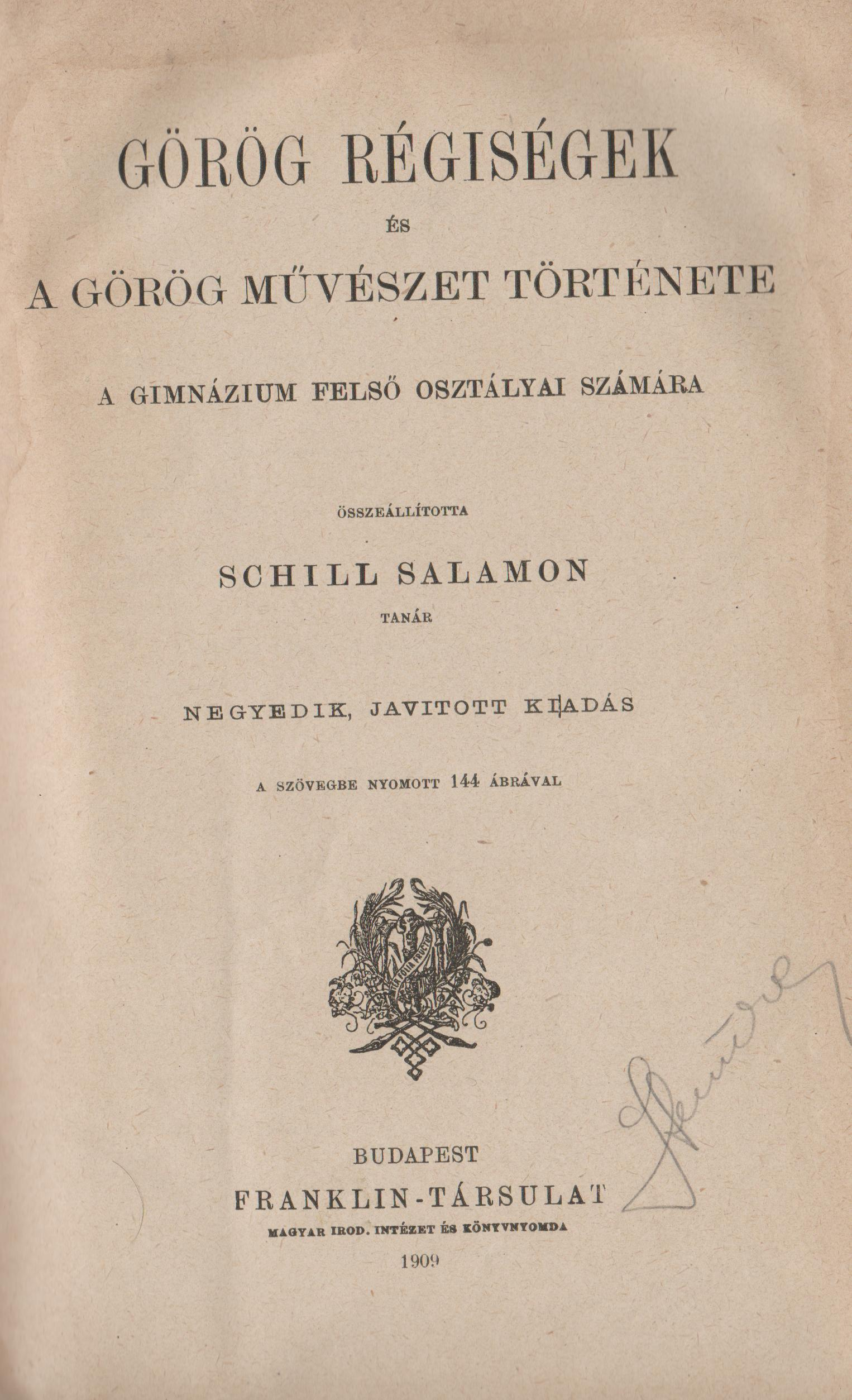
Schill Salamon: Görög régiségek és a görög művészet története

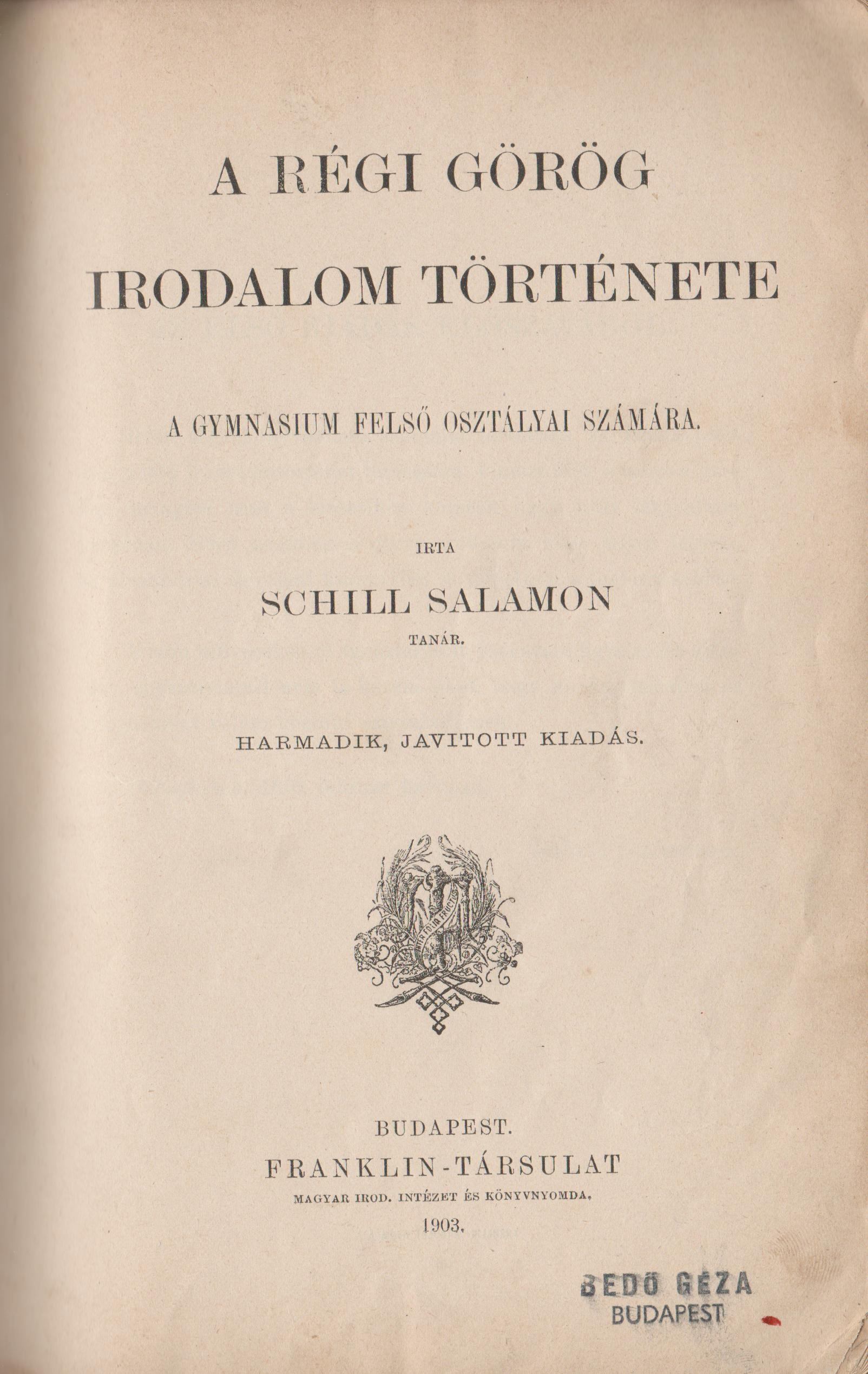
Schill Salamon: A régi görög irodalom története

Magyarországi zsidó családban született Schill Jósua Lőb (1816–1876) talmudista és Hirschl Júlia gyermekeként. Tanulmányait Győrött, Budapesten és Bécsben végezte. Miután görög és latin nyelvből tanári oklevelet kapott, az aradi gimnázium tanára lett, ahol 1874-től 1878-ig működött. 1878-ban a Rabbiképző tanárának hívták meg, ahol az alsóbb évfolyamokban görög és latin nyelvet adott elő. Számos tankönyvet és Bibliamagyarázó újságcikket jelentetett meg különböző magyar- (Magyar Tanügy, Országos Középtanodai Tanáregylet Közlönye, Magyar-Zsidó Szemle, Egyetemes Philologiai Közlöny) és külföldi folyóiratokban (Ungarische Revue, Zeitschrift für alttestamentliche Wissenschaft). Ő volt a Bloch Mózes 80. születésnapjára kiadott emlékkönyv szerkesztője is. Magyar nyelvre fordította Alexandriai Philón egyik művét is.
1918-ban hunyt el Budapesten 68 éves korában.

## Magánélete
Házastársa Frommer Jenny (1868–1954) volt, akivel 1887. június 5-én Budapesten kötött házasságot.
Fiai
- dr. Schill Imre (1888–1954) belgyógyász, kórházi főorvos volt.[6]
- Schill László mérnök

## Művei
- Görög nyelvtan. Hintner B. 2. kiadása nyomán fordította és átdolgozta, Budapest, 1884.
- Görög gyakorlókönyv Hintner és Cultius nyelvtanaihoz. A 4. kiadás nyomán fordította és átdolgozta, Budapest, 1884.
- Görög régiségek és a görög művészet története, a gymnasium V. és VI. osztálya számára., Budapest, 1891. (Ism. Egyet. Philol. Közlöny, Közokt. Szemle, 2. javított kiadás, Budapest, 1894. 3. kiadás., Budapest, 1902.)
- Görög irodalomtörténet a gymnasium VII. és VIII. osztálya számára., Budapest, 1892. (Ism. Egyet. Philol. Közlöny 1893. Schill válaszával. 2. kiadás, Budapest, 1897.)
- A budapesti országos rabbiképző-intézet története., Budapest, 1896.
- Alexandriai Philo jelentése a Caius Caligulánál járt küldöttségről. Legatio ad Caium. Ford. görögből, Budapest, 1896. (Ism. Egyet. Philol. Közlöny).
  - új kiadásː Attraktor Kiadó (Fontes Historiae Antiquae-sorozat), Máriabesnyő-Gödöllő, 2010, ISBN 978-963-9857-51-3, 118 p
- (szerk.) Izrael könyörgései, Singer és Wolfner, Budapest, 1910